# Carlo Majelli
Carlo Majelli, aussi écrit Carlo Maielli ou Majello, Carlo Majella, Maiella ou Maiello, érudit italien, poète, controversiste, premier custode de la bibliothèque apostolique du Vatican, secrétaire des brefs aux princes des papes Benoît XIII et Clément XII, et archevêque titulaire d'Émèse (de) ou Homs, né à Naples le 18 mars 1669, et mort à Rome le 3 janvier 1739 .

## Biographie
En 1708, Carlo Majelli est chanoine de la cathédrale de Naples et recteur du séminaire de l'archevêché jusqu'en 1709,. Il a ensuite été appelé à Rome par le pape Clément XI pour son érudition et les mérites qu'il avait acquis vis-à-vis du Saint-Siège et où il a été nommé chanoine de la basilique Saint-Pierre de Rome et second custode (garde) de la bibliothèque Vaticane en 1711. Lorenzo Alessandro Zaccagni est à cette époque préfet de la bibliothèque Vaticane. À la mort de ce dernier, en 1712, il a été nommé premier custode de la bibliothèque Vaticane,,.
Après l'élection de Benoît XIII, il a été nommé camérier secret du pape et secrétaire des brefs aux princes et il a été honoré du titre d'archevêque titulaire d'Émèse (de), actuelle Homs, le 11 septembre 1724 jusqu'à sa mort, le 3 janvier 1739. Clément XII l'a confirmé à ses postes de secrétaire des Brefs aux princes et de premier custode de la bibliothèque Vaticane. Giuseppe Simone Assemani (1687-1768) lui succède comme 1er custode de la bibliothèque Vaticane.